# Villedieu-le-Château

Villedieu-le-Château este o comună în departamentul Loir-et-Cher, Franța. În 1 ianuarie 2022 avea o populație de 384 de locuitori.